# 广阳镇 (重庆市)
广阳镇，是中华人民共和国重庆市南岸区下辖的一个乡镇级行政单位。

## 行政区划
广阳镇下辖以下地区：
明月沱社区、明月村、沿江村、垭口村、塘坎村、回龙桥村、大佛村、银湖村和新六村。